# Битдаун-хардкор
Битдаун-хардкор (англ. Beatdown hardcore), также известный как хеви-хардкор (англ. heavy hardcore), брутал-хардкор (англ. brutal hardcore) или мошкор (англ. moshcore) — поджанр хардкор-панка, включающий элементы трэш-метала и хип-хопа. Жанр отличается агрессивным вокалом, тяжёлыми гитарными риффами в технике palm muting и брейкдаунами. Жанр берет свое начало в таких тафгай-хардкор-группах, как Breakdown, Killing Time и Madball конца 1980-х, и был основан в середине 1990-х такими группами, как Bulldoze, Terror Zone и Neglect. Определение жанра со временем расширилось, включив в себя исполнителей, все больше обязанных металу, в частности Xibalba, Sunami и Knocked Loose. Более поздние исполнители также используют риффы в стиле слэм-дэт-метал.

## Характеристики
Битдаун использует низкий, кричащий вокал, пониженную настройку гитар и ударные в стиле трэш-метала, делая особый акцент на брейкдаунах. Многие группы используют гитарные риффы с глушением ладонью, вдохновлённые слэм-дэт-металом, в сочетании с вокалом, вдохновлённым хип-хопом. По словам автора Bandcamp Daily Кевина Уорика, после 1990-х годов жанр расширился от определённого стиля хардкора с металлическим влиянием до «большого разнообразия групп, ориентированных на мош, и зацикленных на брейкдауне», включающего как возрождающих хардкор в стиле 1990-х годов, таких как Absolute Suffering, так и более металлические группы, такие как Knocked Loose. С этим прогрессом влияние дэт-метала и дум-метала становилось всё более распространённым, а автор MetalSucks Макс Хейлман назвал слэм-риффы «основой современного битдауна». Впоследствии границы жанра стали все больше размываться из-за развития металкора и дэткора.
Одной из ярких характеристик битдауна является его тесная связь с хардкор-командами, в частности с нью-йоркской DMS и бостонской Friends Stand United, до такой степени, что академик Джефф Перчла использовал термин «хардкорная сцена команды» для обозначения жанра в своём эссе 2011 года «Власть имущие: процессы контроля в «Хардкорной сцене команды»». Академик социологии Эдгар М. Перальта определил команды как людей, вовлеченных в хардкор-сцену, которые объединяются «на основе взаимных связей и различных интересов, включая некриминальные элементы, такие как музыка или спорт, но также включая некоторые криминальные элементы, которые часто включают насилие и граффити», в частности, возникшие как средство противодействия течениям превосходства белой расы в их сценах.
Группы битдаун-хардкора часто используют образы, вдохновлённые хип-хопом, их логотипы основаны на граффити, а участники группы носят свободные штаны и бейсболки под разными углами.

## История

### Предшественники
Происхождение битдаун-хардкора в частности связано с хардкор-командой DMS (Doc Marten Skinheads) из Нижнего Ист-Сайда. Сформированная в начале 1980-х годов Jere DMS, команда, вобравшая в себя элементы хардкора, хип-хопа, граффити, мотоклубов, скинхедов и скейтбординга, а также многоэтнический состав привели к тому, что в её состав вошли участники, которые впоследствии сформировали такие группы, как Bulldoze, Madball и Skarhead. То, как группы DMS иногда обсуждали братство своей команды и её преступную деятельность, сыграло ключевую роль в развитии лирических тем битдаун-хардкора.
Битдаун-хардкор возник из более раннего звучания в стиле тафгай-хардкор. Одной из самых ранних групп в стиле тафгай-хардкор была Breakdown из Йонкерса, штат Нью-Йорк. Сформированная в 1987 году, она была частью новой волны хардкор-групп Нью-Йорка, также расширявших рамки жанра, таких как Sick of It All, Sheer Terror и Krakdown. В том же году Judge выпустили свой дебютный EP New York Crew, который журнал Crack описал как запись, которая вывела «менталитет тафгай-хардкора на новые высоты». Дебютный альбом Brightside (1989) группы Killing Time стал ключевым шагом в Нью-Йорке, использовав тяжесть трэш-метала, оттеснив на второй план лагерь метала и создав грувовые партии в стиле битдаун в таких песнях, как «New Release». Более того, акцент Madball на тяжёлых грувах и отсутствие опоры на скорость, которые определяли ранний хардкор, стали характерным звучанием нью-йоркского хардкора в 1990-х годах и дали начало битдауну.

### Истоки (середина 1990-х)
Первопроходцами битдаун-хардкора стали Bulldoze, выпустившие в 1996 году альбом The Final Beatdown, давший название жанру. Bulldoze, наряду с Terror Zone, объединили звучание раннего нью-йоркского хардкора с тяжёлыми брейкдаунами и текстами песен, вращающимися вокруг таких тем, как деятельность банд, чтобы установить шаблон для жанра. За ними последовали такие группы, как Next Step Up, Neglect, Confusion и Grimlock. В то время этот жанр особенно распространился на хардкорной сцене Нью-Джерси, где выступали такие группы, как Clubber Lang и Force of Aggression. Автор NoEcho Крис Страйдер назвал альбом Broken Ties... Spoken Lies (2002) битдаун-хардкор группы Shattered Realms из Нью-Джерси «стандартом, которому должны соответствовать все будущие музыканты в стиле битдаун-хардкора, но не стоит ожидать, что они к нему приблизятся». Двумя наиболее заметными группами, участвовавшими в этой сцене, были E.Town Concrete и Fury of Five.
В 1996 году хардкор-сцена в Лондоне началась вокруг неформального коллектива "LBU" (London Black Up), в который входили такие группы, как Knuckledust, Ninebar и Bun Dem Out. Группы этой сцены часто включали элементы грайма, хип-хопа и метала в своё звучание.
В последующие годы невежественный подход битдаун-хардкора к тяжёлым риффам оказал особенное влияние на звучание ню-метала. Кроме того, в 1994 году в Бриджпорте, штат Коннектикут, была образована группа Hatebreed, которая объединила классический хардкор с битдаун-хардкором и металкором. Их дебютный альбом 1997 года Satisfaction Is the Death of Desire был продан тиражом более 150 000 копий. К началу 2000-х годов жанр начал терять популярность, а доминирующий стиль хардкора стал более металлическим, и многие группы, перенявшие этот стиль, подписали контракт с Victory Records.

### Развитие событий (2000-е годы – настоящее время)
Группа Trapped Under Ice из Балтимора и их демо 2007 года, на обложке которой участники были изображены агрессивно позирующими, вновь популяризировали эстетику тафгай-хардкора и битдаун-хардкорное звучание, включив в жанр отточенный продакшн, танцевальные ритмы и более мелодичные и экспериментальные аспекты. Второй альбом группы Big Kiss Goodnight (2011), спродюсированный Чедом Гилбертом, был одним из самых влиятельных хардкор-альбомов своего времени, а автор Stereogum Том Брейхэм заявил в статье 2023 года, что «прошло много лет с тех пор, как мы получили новую песню Trapped Under Ice, но влияние этой группы сегодня сильно ощущается во всем хардкорном ландшафте».
По мере развития жанра на него все больше влиял метал, часто дэт-метал и дум-метал, аспект, особенно заметный в таких группах, как Kruelty, Xibalba и No Zodiac. В 2010-х годах группа Gassed Up из Ланкашира, Англия, сделала себе имя, сделав больший акцент на влиянии хип-хопа в жанре. Это помогло установить то, что Metal Injection назвал «британским стилем» битдауна, который в течение десятилетия продолжили Street Soldier и Recount.
Битдаун-хардкор пережил всплеск популярности в 2020-х годах, Malevolence стали одной из самых выдающихся групп в жанре, все больше внедряясь в хеви-метал сцену и охватывая влияние грув-метала и сладж-метала, а Enemy Mind все больше и больше были обязаны дэт-металу. Группа Sunami, образованная в 2019 году, изначально была пародией на жестокое невежество жанра, внимание, которое группа получила во время локдаунов из-за COVID-19, особенно на TikTok, привело к тому, что они распродали большинство своих живых выступлений в последующие годы. Статья Revolver за 2023 год назвала их «в верхнем эшелоне групп, доминирующих в хардкорном духе времени». Другими выдающимися группами в жанре в то время были Pain of Truth и Never Ending Game.
Группа Paleface Swiss позиционирует себя как битдаун-хардкор группа, но чаще всего оценивается, как коллектив жанра дэткор, или ню-дэткор.